# Dakosaurus
Genre
Espèces de rang inférieur
- † Dakosaurus maximus
 (Plieninger, 1846[3]), Espèce type
- † Dakosaurus andiniensis
Vignaud & Gasparini[4], 1996

Dakosaurus est un genre éteint de crocodyliformes marins de la famille des métriorhynchidés ayant vécu du Jurassique supérieur (Kimméridgien supérieur) jusqu'au début du Crétacé inférieur (Berriasien inférieur), il y a environ entre 153 et 143 Ma (millions d'années), en Europe, en Amérique latine et en Russie.

## Étymologie
L'inventeur du genre, Friedrich August von Quenstedt, a tout d'abord donné comme étymologie à Dakosaurus la combinaison de deux mots du grec ancien : dakos, « mordre » (indiquant « denn wenige kommen seinem furchtbaren Gebiss gleich », [« car peu possèdent des dents aussi terribles »], d'où le nom d'espèce de maximus),, et saûros, « lézard ».
En 1885, il précise la traduction de dakos, dans le sens de « morsure », ce qui donnerait « lézard à morsure maximale » pour l'espèce type D. maximus.
Cependant une traduction erronée de dakos en « larme » est utilisée par L. E. Wilkinson et ses collègues en 2008, pour souligner la morphologie  de l'os préfrontal de Dakosaurus carpenteri ,.

## Découverte

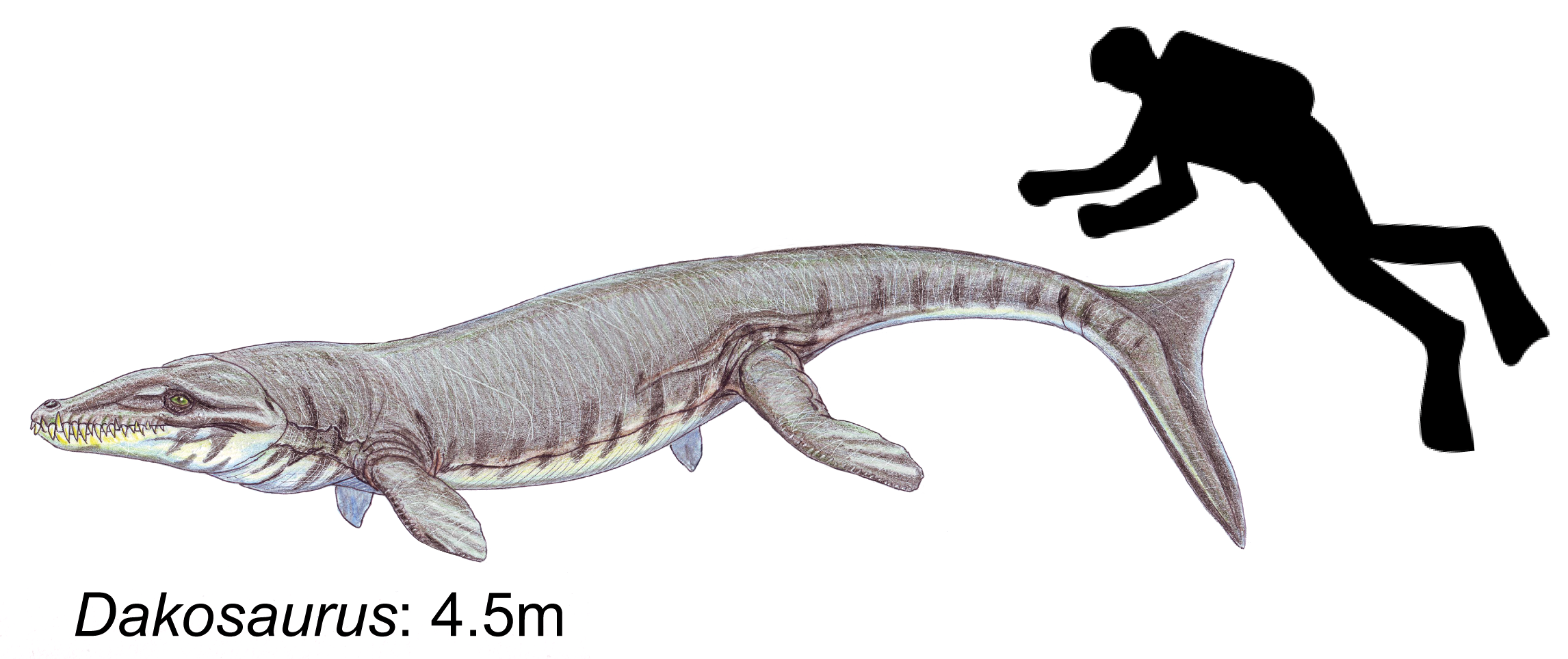
Reconstitution de D. maximus par le paléoartiste Funk Monk.
Comparaison de taille avec un humain.

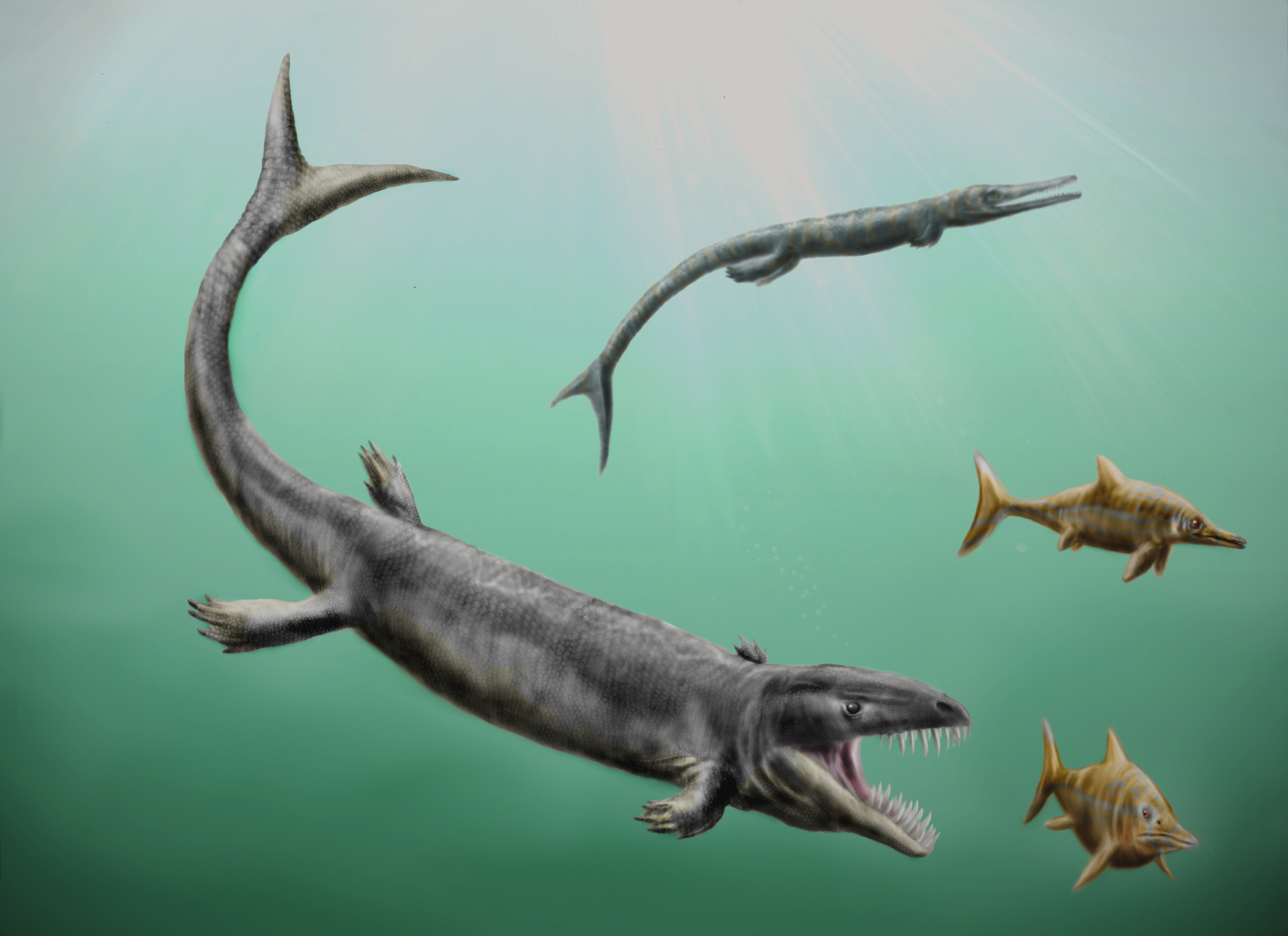
D. andiniensis poursuivant deux ichthyosaures, avec un autre métriorhynchidé du genre Cricosaurus à l'arrière plan, par le paléoartiste Durbed.

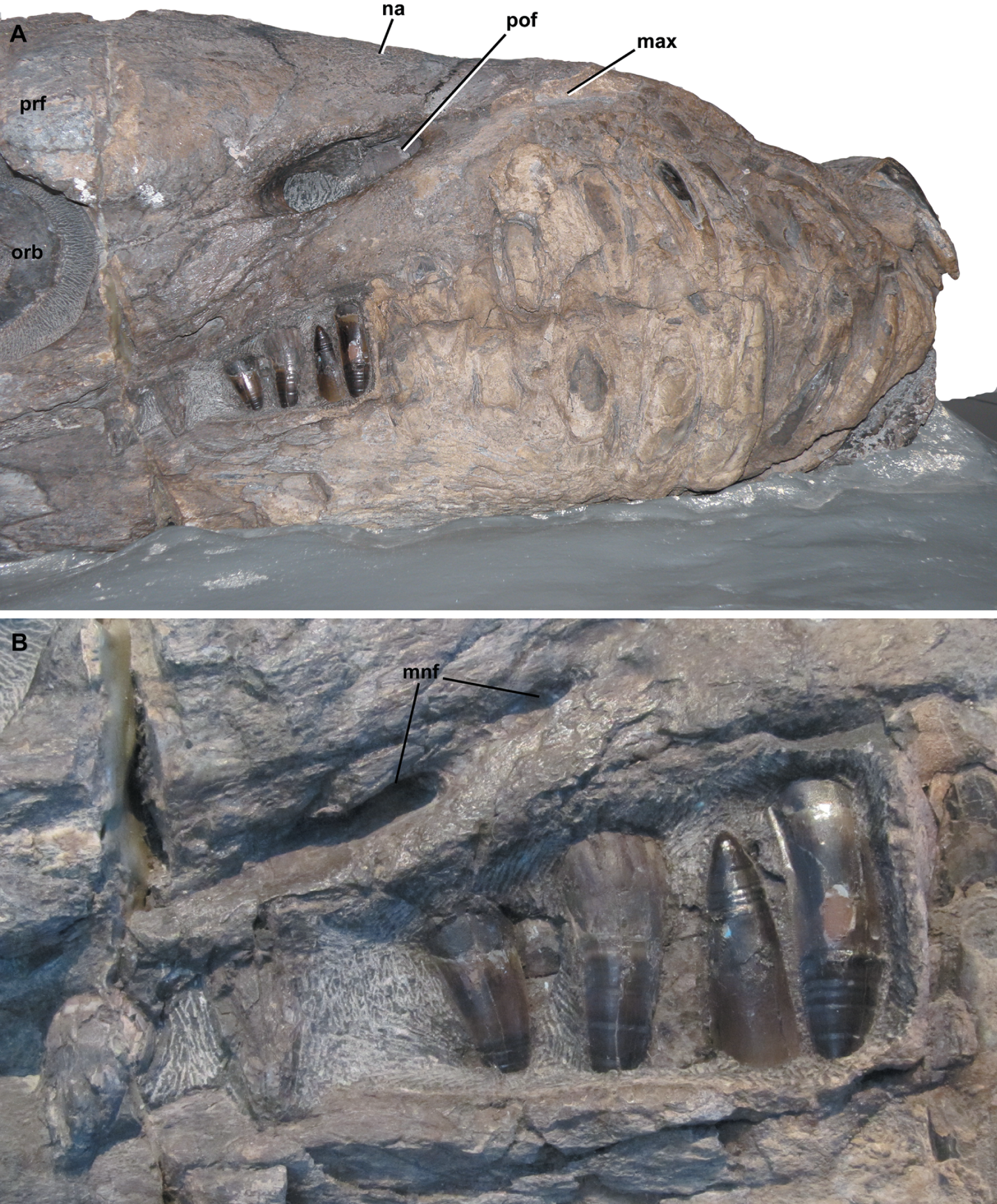
Crâne de D. andiniensis.
(spécimen MOZ 6146P).

En 1843, des dents isolées découvertes en Allemagne sont attribuées à un dinosaure théropode du genre Megalosaurus par Quenstedt.
En 1846, Theodor Plieninger, les attribue à un crocodyliforme marin de la famille des métriorhynchidés, Geosaurus maximus.
En 1856, von Quenstedt crée le genre Dakosaurus à partir de ces dents, et nomme l’espèce Dakosaurus maximus,.
Des fossiles de Dakosaurus ont été découverts dans le Jurassique supérieur d'Europe (Allemagne, France, Angleterre, Suisse et Pologne, en Amérique latine (Argentine et Mexique), et en Russie.

## Description

### Taille
Dakosaurus est un métriorhynchidé de grande taille, entre 4 et 5 mètres de long, comparable en longueur à un autre géosauriné, Torvoneustes , et dépassé par Plesiosuchus (qui, avec près de 7 mètres de long, est le plus long membre de cette sous-famille).

### Anatomie
Son corps est hydrodynamique, terminé par une nageoire caudale puissante qui faisait de lui un bien meilleur nageur que les crocodiles actuels, aidé par ses membres fonctionnant comme des pagaies. 
Son crâne est haut, robuste. Il porte des dents de grande taille, crénelées et comprimées latéralement, adaptées à la capture de grandes proies. Les fenestrae supra-temporales permettaient l'insertion de puissants muscles adducteurs, assurant une grande force de fermeture (morsure) des mâchoires.
Les crânes fossiles de D.  andiniensis présentent de grandes chambres connues pour abriter les glandes à sel chez de nombreux animaux pélagiques, et aussi chez d'autres métriorhynchidés comme Geosaurus et Metriorhynchus. Cependant, celles-ci n'ont pas été directement observées chez Dakosaurus.

## Paléobiologie
Ce grand crocodylomorphe, bon nageur, à crâne robuste avec de puissantes mâchoires, était parfaitement adapté à la chasse et à la capture de proies de grande taille. Dakosaurus et Plesiosuchus étaient les superprédateurs des mers du Jurassique supérieur.

## Liste des espèces

### Espèces valides
Dakosaurus maximus, l'espèce type, est connue par des fossiles découverts en Europe de l'Ouest Europe (Allemagne, France, Angleterre et Suisse) dans des sédiments datés du Kimméridgien supérieur (zone d'ammonite à Eudoxus) à Tithonien inférieur (zone d'ammonite à Hybonotum),,.
Dakosaurus andiniensis a été découvert en 1987 dans la province de Neuquén en Argentine. Il n'a cependant été décrit qu'en 1996 par Vignaud et Gasparini. Deux crânes ont été trouvés par la suite et décrits par Gasparini et ses collègues en 2006. Cette espèce est connue du Tithonien (fin du Jurassique supérieur) au Berriasien inférieur (base du Crétacé inférieur).
Dakosaurus nicaeensis : une mâchoire supérieure, mal conservée, découverte en France, à la Turbie dans le département français des Alpes-Maritimes et d'abord décrite comme celle d'un Megalosauridae,, a été identifiée comme appartenant à un Crocodyliformes de la famille des Metriorhynchidae par Éric Buffetaut en 1982, et nommée Aggiosaurus nicaeensis.
Young et Andrade suggèrent en 2009 que Aggiosaurus est un synonyme junior de Dakosaurus et que A. nicaeensis serait à considérer pour l'instant comme une possible espèce distincte de Dakosaurus, sous le nom de D. nicaeensis,.

### Espèces réattribuées
Plusieurs autres espèces attribuées au genre Dakosaurus, et en particulier celles du Callovien et de l'Oxfordien d'Europe (Angleterre, France et Pologne) sont considérées comme n'appartenant plus au genre :
- D. lapparenti,
- D. carpenteri, renommée Torvoneustes carpenteri[26].
- D. manselii, renommée Plesiosuchus manselli.

Le genre Dacosaurus est un Dakosaurus, cité par H. E. Sauvage en 1873, mais mal orthographié.

## Classification
L'analyse phylogénétique conduite par Mark T. Young et ses collègues en 2012, a montré que Dakosaurus maximus, Dakosaurus andiniensis et Plesiosuchus manselii formaient une polytomie à la base de la tribu des Geosaurini, un sous-clade incluant Dakosaurus, Geosaurus et Torvoneustes.